# Bayerotrochus diluculum
Bayerotrochus diluculum (Okutani, 1979) é uma espécie de molusco gastrópode marinho da família Pleurotomariidae, nativa da região oeste do oceano Pacífico.

## Descrição
Bayerotrochus diluculum possui concha de coloração esbranquiçada ou creme, de pouco mais de 8 centímetros e com forma de turbante. Umbílico pouco pronunciado e fenda lateral, típica de Pleurotomariidae, curta. As espécies do gênero Bayerotrochus são geralmente mais frágeis, arredondadas e menos esculpidas em sua superfície do que os outros três gêneros viventes de Pleurotomariidae.[carece de fontes?]

## Distribuição geográfica
Esta espécie é nativa de águas profundas da região oeste do oceano Pacífico (Japão, onde foi primordialmente descrita na região de Honshu).